# Giuseppe Antonelli (editore)
Giuseppe Antonelli (Venezia, 1793 – 20 dicembre 1861) è stato un tipografo e editore italiano.

## Biografia
Fu tra i primi tipografi ad aprire una moderna officina, capace di un'ampia produzione e di elevate tirature. Dislocò varie sedi a Padova, Verona e Ferrara, pubblicando ottime edizioni e pregevoli collane voluminose.
A lui si deve anche il perfezionamento di un processo di stampa detto "controprova litografica", consistente nel trasportare su pietra una incisione a sua volta su pietra o su altro materiale (rame o acciaio), così da poter conservare e riutilizzare come matrice l'incisione originaria. Il che gli permise di stampare illustrazioni litografiche sempre nitide, nonostante le alte tirature.

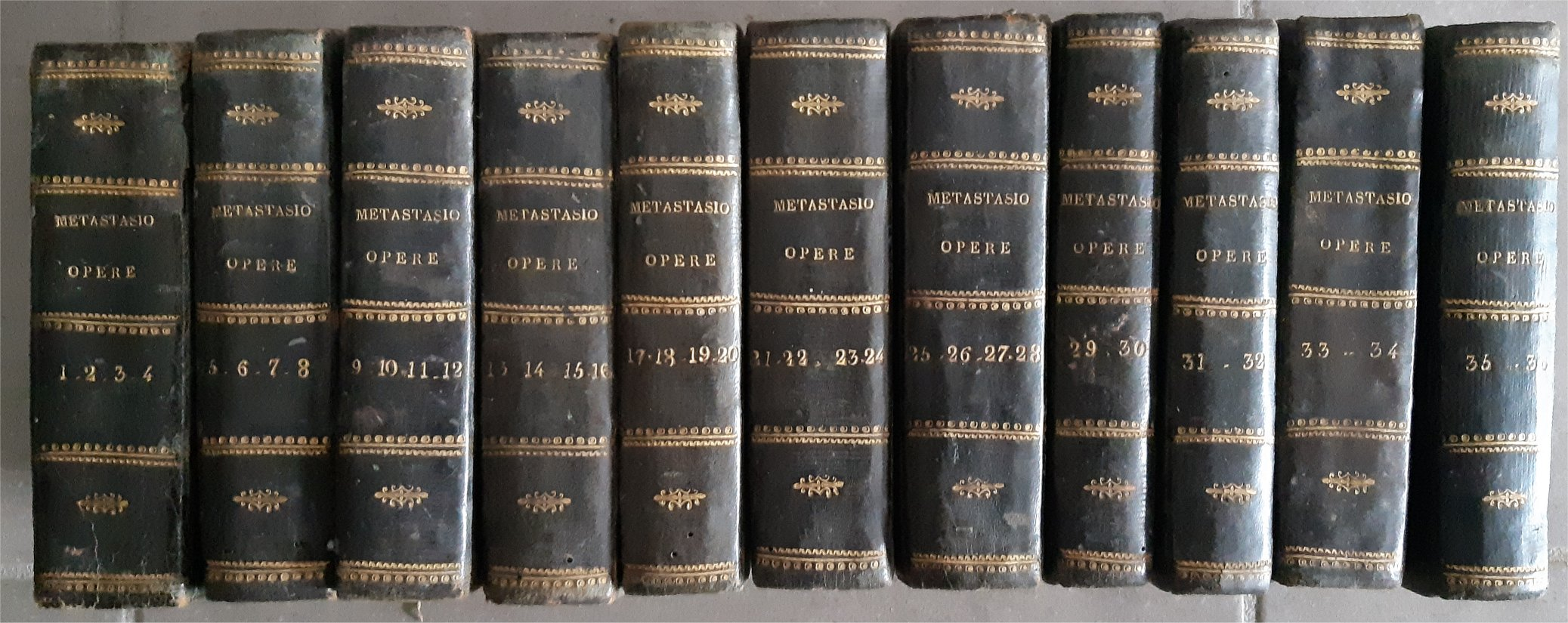
Opere di Pietro Metastasio (Venezia, Giuseppe Antonelli, 1826)

Tra le sue pubblicazioni di maggior pregio, vanno ricordate:
- Fabbriche e Monumenti cospicui del Cicognara,
- Opere architettoniche del Sanmicheli,
- Veneta Pinacoteca e Palazzo Ducole dello Zanotto,
- Le Fabbriche ed i disegni del Diedo,
- Del Tempio di Possagno del Missirini,
- Studi Architettonici e ornamentali dello Zanetti,
- Parallelo delle più classiche fabbriche del Durand.

Tra le opere destinate al vasto pubblico, vanno ricordate:
- Enciclopedia Geografica, iniziata nel 1845, composta di dieci volumi, che formarono l'opera più completa apparsa sul mercato italiano;
- Biblioteca degli scrittori latini, un'imponente collana iniziata nel 1836[2], in cui gli autori latini sono presentati tutti in doppia edizione, con il testo originale e la traduzione italiana.

Nel 1846 lanciò anche un periodico, Emporeo artistico-letterario, probabilmente la prima rivista illustrata apparsa sul mercato nazionale. Fu pubblicata fino al 1848.
Nel 1855, ad un concorso internazionale a Parigi, ottenne un riconoscimento ufficiale per le sue pregiate edizioni.